# Un petit cadeau très spécial

Un petit cadeau très spécial est une histoire en bande dessinée de Don Rosa. Elle met en scène Balthazar Picsou avec ses neveux Donald Duck, Riri, Fifi et Loulou, ainsi que les Rapetou, Miss Tick et Archibald Gripsou. Elle se déroule à Donaldville.

## Synopsis
Alors que Picsou se préoccupe de l'inventaire annuel de son empire financier, tous les Donaldvillois cherchent à gagner le prix d'un million de dollars offert à celui qui aura la meilleure idée de cadeau pour fêter les 50 ans de l'arrivée de Picsou à Donaldville.
Cherchant à éviter l'enthousiasme des Donaldvillois pour ce concours, Picsou se réfugie dans son coffre-fort. Il ne se doute pas que pendant ce temps ses meilleurs ennemis ont décidé de former une alliance pour enfin atteindre leur but : Archibald Gripsou finance les Rapetou et Miss Tick. Même si leurs buts divergent, ils cherchent à voler son argent et son sou fétiche. Picsou suit son argent jusque sous les fondations de Donaldville et Donald empêche in extremis Gracié Rapetou de faire sauter les fondations de la ville.
À la fin, les Rapetou et Miss Tick changent de cible pour aller cambrioler Gripsou. Puis, on apprend que les organisateurs du concours sont en réalité les membres de la famille de Picsou, qui, en guise de cadeau, font venir Goldie O'Gilt, l'amour de jeunesse de Picsou.

## Picsou et Donaldville
Cette histoire montre aussi l'opposition qu'il y a entre Picsou et les habitants de sa ville : ces derniers construisent des monuments importants à la gloire de Cornélius Écoutum, le fondateur de la ville, tandis que Picsou a été l'une des seules personnes à avoir contribué à faire devenir un petit hameau la mégapole qu'est Donaldville en construisant 99,9 % de la ville.

## Fiche technique
- Histoire n°D 96325.
- Éditeur : Egmont.
- Titre de la première publication : En ganske særlig overraskelse (danois), Kaikkein mieluisin lahja (finnois), En helt spesiell liten ting (norvégien), En alldeles särskild gåva (suédois).
- Titre en anglais : A Little Something Special.
- Titre en français : Un petit cadeau très spécial.
- 28/29 planches.
- Auteur et dessinateur : Don Rosa.
- Premières publications : Donald Duck & Co 1997-26 (Norvège), Anders And Co 1997-26 (Danemark), Aku Ankka 1997-28 (Finlande) et Kalle Anka & Co 1997-28 (Suède), juin-juillet 1997.
- Première publication aux États-Unis: The Adventurous Uncle Scrooge McDuck 2 n°2, janvier 1998.
- Première publication en France : Picsou Magazine n°311, décembre 1997.